# Microbiston tartaricus
Microbiston tartaricus là một loài bướm đêm trong họ Geometridae.